# Murakumo: Renegade Mech Pursuit
Murakumo: Renegade Mech Pursuit è un videogioco d'azione del 2002 sviluppato da FromSoftware per Xbox.
Primo titolo della software house giapponese per la console Microsoft, è considerato uno dei peggiori giochi mecha prodotti dall'azienda.